# Giulia Frasi
Giulia Frasi (Milano, prima del 1730 – Calais, 1772) è stata un soprano italiana attiva principalmente nella città di Londra.
Uno studente dell'educatore e storico Charles Burney, ha descritto la sua voce come "una voce dolce e chiara, e uno stile morbido e pulito nel canto che, anche se freddo e privo di emozioni, risultava gradevole ad un ascoltatore normale e sfuggì alla censura dei critici."

## Biografia
Nata a Milano prima del 1730, nel suo paese natale la Frasi studiò canto con Giuseppe Ferdinando Brivio e successivamente, a Londra, lo storiografo e musicista inglese Charles Burney. Dopo essersi esibita per alcuni anni in Italia nella prima parte del 1740, si trasferì a Londra alla fine del 1742 con la sua amica e collega la cantante Caterina Galli.
Iniziò la sua carriera in Inghilterra poco dopo il suo arrivo, il 2 novembre 1742 al King's Theatre di Londra nel pasticcio Gianguir di G.B. Lampugnani, Brivio e J.A. Hasse, come Mahobeth.  Seguirono molti ruoli, principalmente da comprimaria in opere liriche al King's Theatre. A volte apparve in ruoli en travesti, come era consuetudine dell'epoca, tra cui il gigante Briareo nella prima mondiale de La caduta de' giganti di Christoph Willibald Gluck il 7 gennaio 1746.
Sia la Frasi che la Galli studiarono con Georg Friedrich Händel ed il compositore scrisse un certo numero di oratori specificatamente per le loro voci. La Frasi cantò in anteprime mondiali di lavori di Händel molto importanti come Susanna (1749, ruolo della protagonista), Teodora (1750, protagonista), e Jephtha (1752, Ifis).
Le sue ultime sue interpretazioni, per beneficenza furono al King's Theatre nel 1769 in Judas Maccabaeus di Händel e in Artaxerxes di T.A. Arne, nella parte di Artabanes e nel 1770 di nuovo in Judas Maccabaeus.
Negli ultimi anni si ridusse praticamente in miseria a causa delle sue stravaganze e degli sperperi della sua vita intemperante tanto che, per sfuggire ai creditori, fu costretta a fuggire in Francia, a Calais, dove morì nel 1772.